# 德安戰鬥 (抗日戰爭)
德安戰鬥發生於1938年10月24日－30日，地點則是在中國贛北一帶。是抗日戰爭主要戰鬥之一，交戰一方為守軍之國民革命軍，另一方則為日軍。